# Jaroslav Otruba

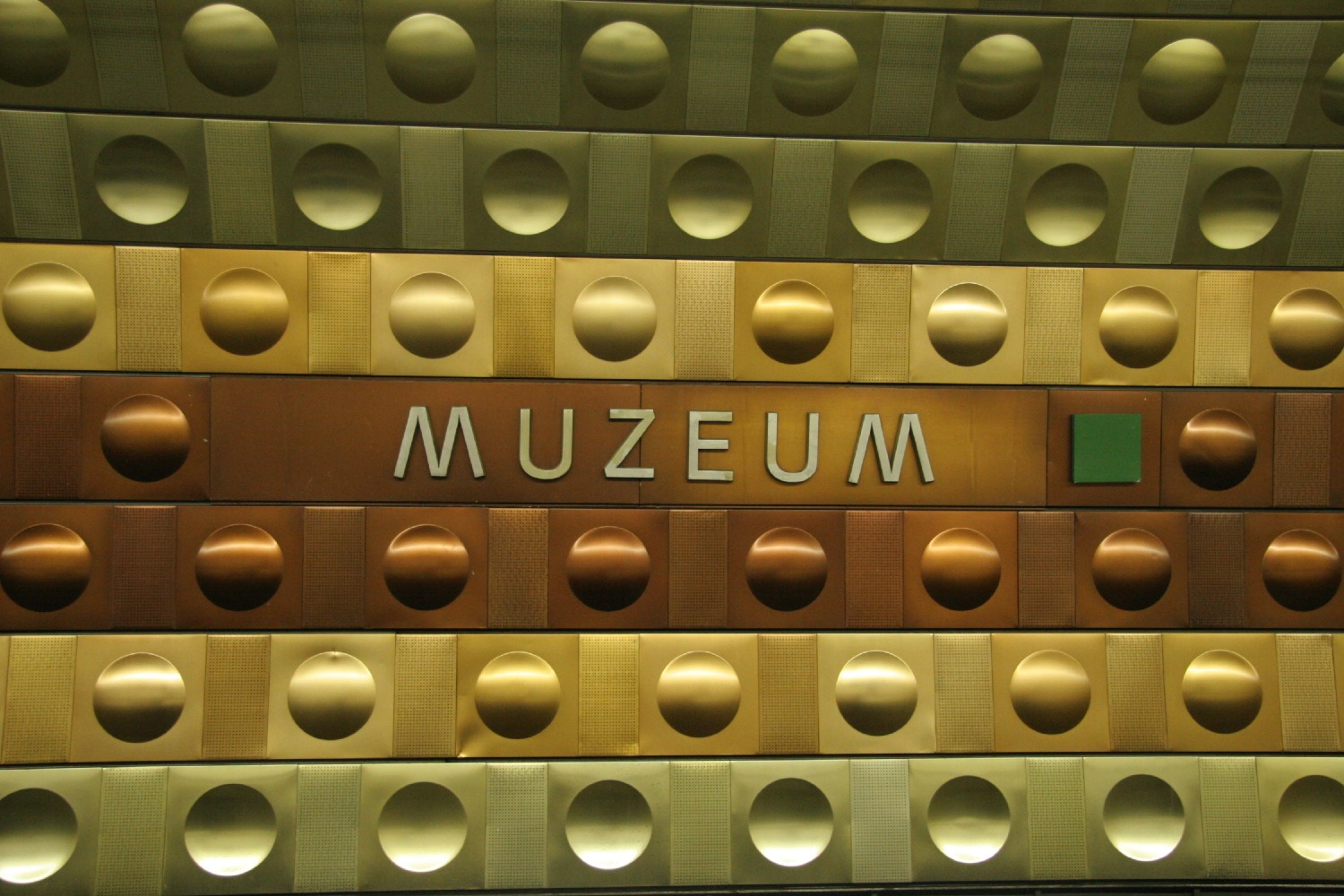
Pražské metro

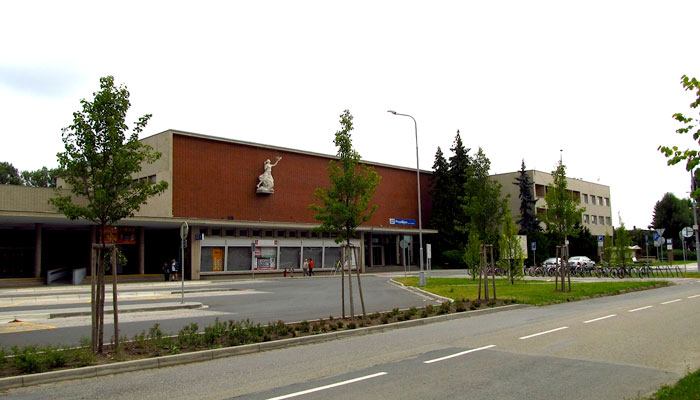
Prostějov poblíž nádraží, čelní pohled

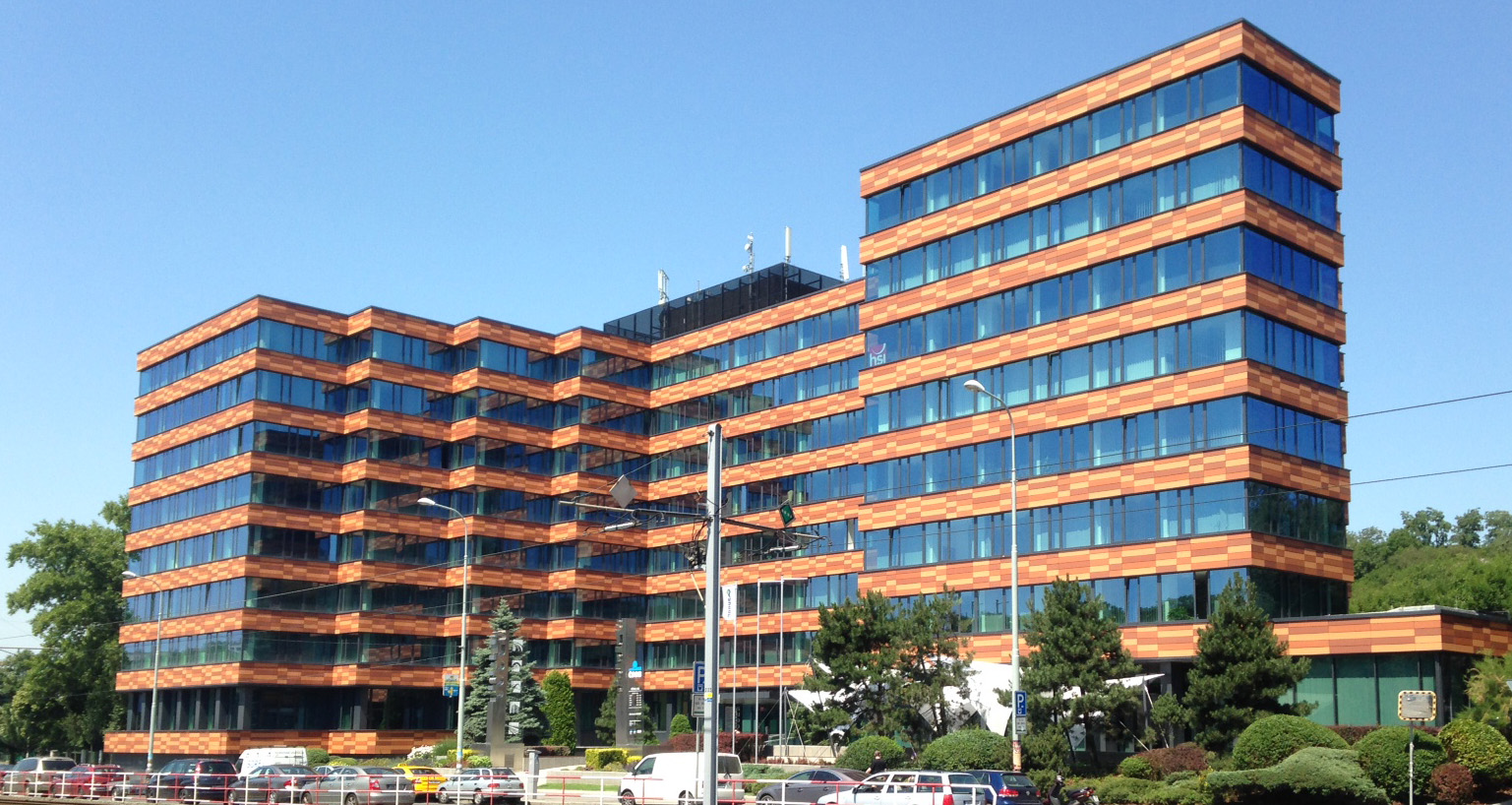
SUDOP administrativně-provozní budova, Praha-Žižkov

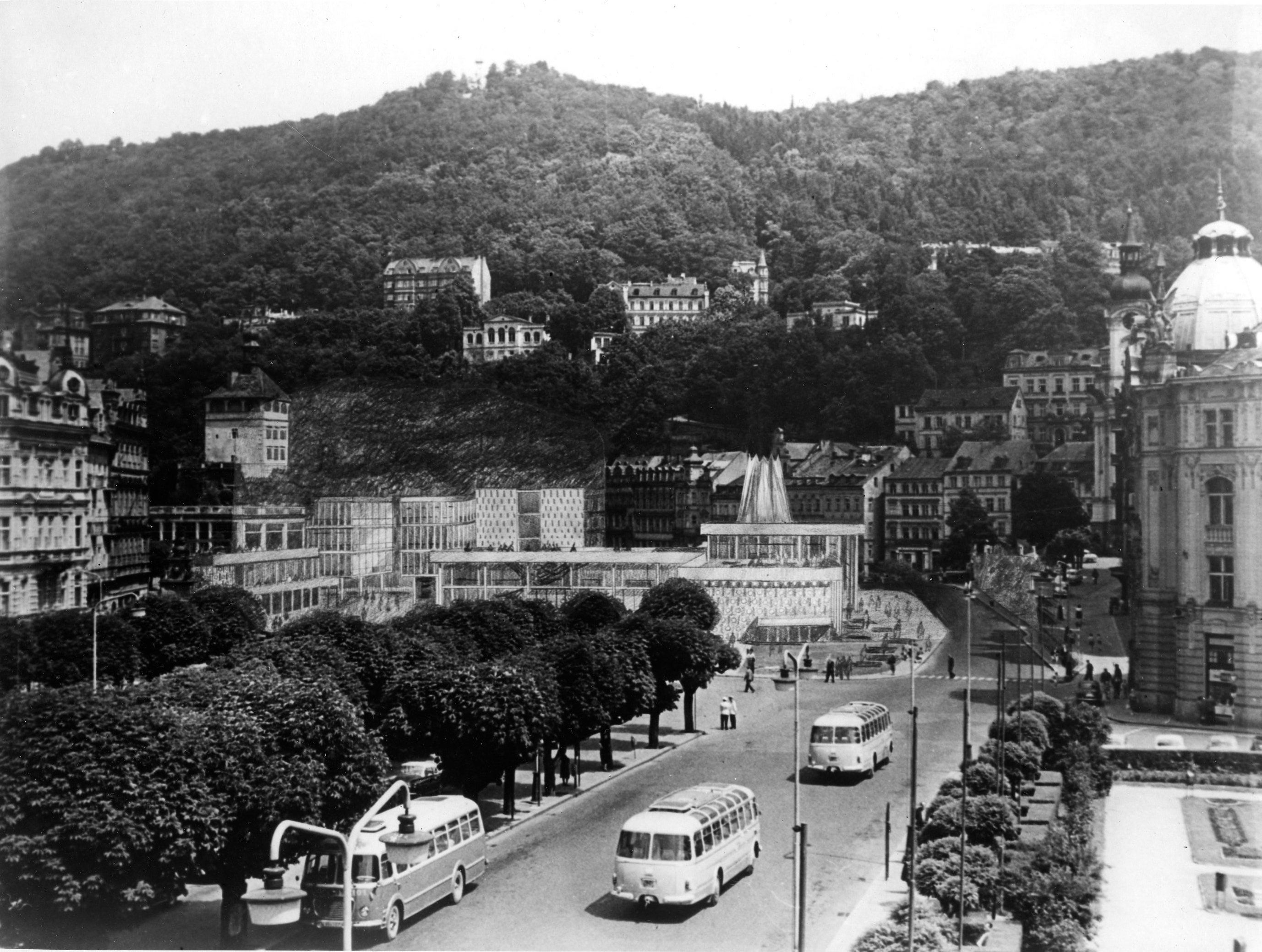
Vítězný projekt Vřídelní kolonáda Karlovy Vary 1961

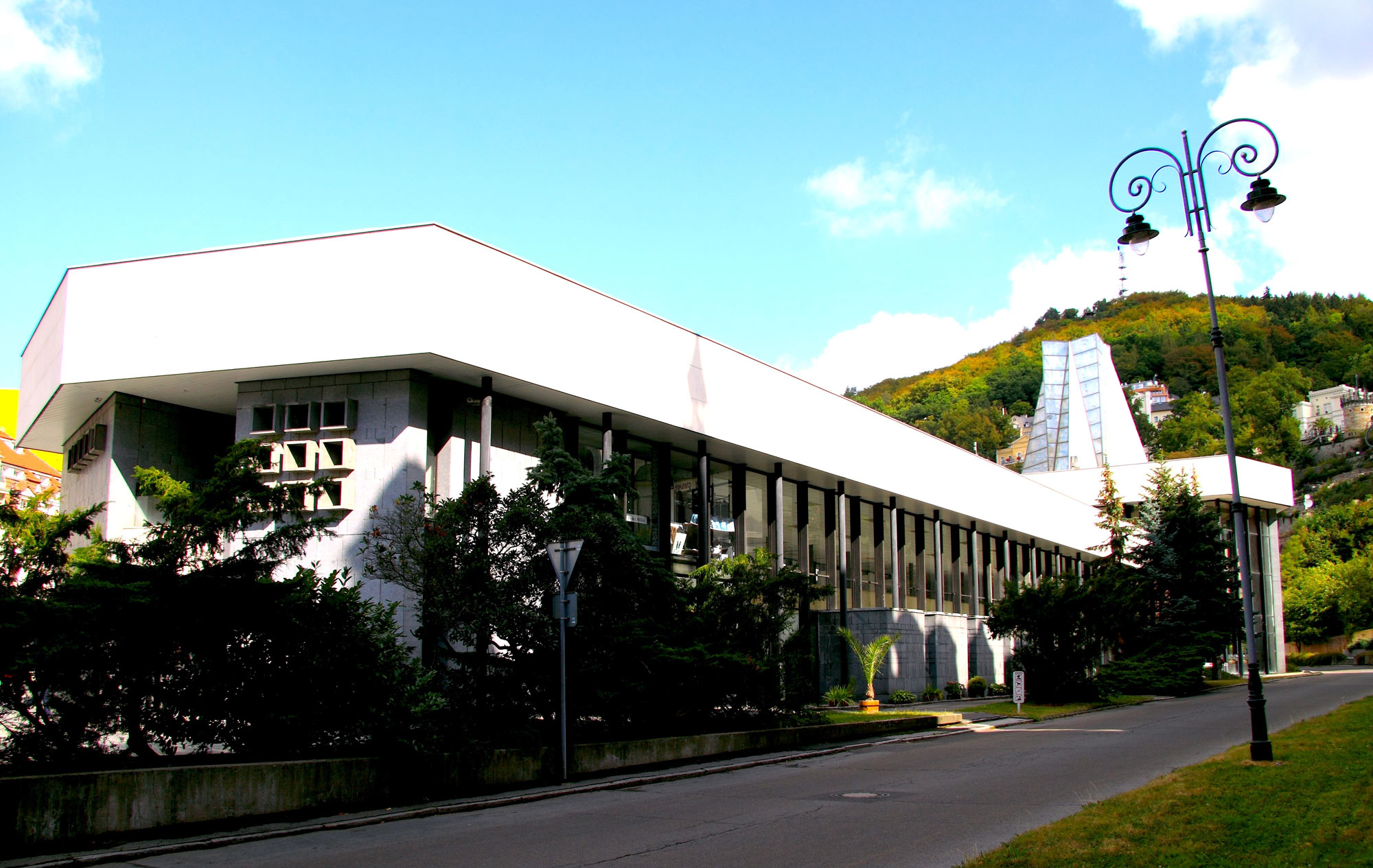
Vřídelní kolonáda Karlovy Vary 1975

Jaroslav Otruba (11. listopadu 1916 Olomouc – 5. února 2007 Praha) byl český architekt, urbanista, designér a malíř. Je znám především jako autor barevných hliníkových obkladů trasy pražského metra „A“, které bývají přirovnávány k výtvorům op-artu 60. let.

## Život

### Mládí a vzdělání
Jaroslav Otruba se narodil v Olomouci, jako syn truhláře.
Sedmileté středoškolské studium dokončil Jaroslav Otruba na I. státní reálce v Praze-Karlíně. V roce 1934 nastoupil na Vysokou školu architektury a pozemního stavitelství v Praze, kde studoval architekturu u prof. Mendla, urbanismus u prof. Mikuškovice a kresbu a malbu v ateliéru prof. Blažíčka. Za okupace, po uzavření vysokých škol, kdy musel přerušit studia, nastoupil do projekční kanceláře akad. arch. F. Stalmacha a J. Svobody v Praze, a jako architekt zde pracoval do roku 1945. V témže roce vykonal státní zkoušku (s vyznamenáním), jejíž absolutorium mu Ministerstvo školství přiznalo se zpětnou platností, k roku 1940.
Po válce přijal místo asistenta na Fakultě architektury a pozemního stavitelství ČVUT v Praze, a zapojil se do budování Ústavu architektury staveb zdravotnických. Zde pracoval na obsáhlé teoretické studii operačních oddělení nemocnic, a následně ji předložil jako disertační práci. Na jejím základě byl v roce 1953 jmenován doktorem technických věd.
V letech 1957–1959 vypracoval dvoudílnou habilitační práci na téma „porodní ústavy“ – ta však nebyla nikdy posouzena.

### Kariéra
Od roku 1945 až do roku 1959 působil Jaroslav Otruba na Fakultě architektury a pozemního stavitelství ČVUT v Praze. Zpočátku se zde (jako asistent) zúčastnil budování Ústavu architektury staveb zdravotnických, a v roce 1959 byl kolegiem děkana vybrán pro projekční práce na výstavbě ČVUT, v Praze-Dejvicích. Vzhledem k politickým změnám na fakultě, a nátlaku na pedagogy, kteří se nepodrobili tehdejším politickým požadavkům, se Otruba v roce 1960 rozhodl sám odejít. Poté získal pozici vedoucího projektanta ve Státním ústavu dopravního projektování, a v roce 1970 byl delimitací převeden do nově vzniklého Metroprojektu, jako hlavní architekt pro přípravu a realizaci pražského metra, trasy „A“ a „C“.

## Dílo
Mezi projekty Jaroslava Otruby, realizované v první fázi, náleží zejména několik převážně dopravních staveb: budova nádraží, hotelu a dvou obytných domů pro železniční zaměstnance v Prostějově z roku 1947 (realizace 1948–1952), následujícího roku projekt nádražní budovy v Řečkovicích u Brna (realizace 1948–1952), či v Přibyslavi realizovaný projekt dvou z celkem tří typů výpravčích budov na dráze Havlíčkův Brod – Brno (realizace 1949).
V pozdějším období 60. a 70. let 20. století to byl kancelářský komplex inženýrských a průmyslových staveb v Praze-Vršovicích (realizace 1965–1967), administrativní budova v Praze na Kubánském náměstí (realizace 1964–1966), budova Generálního ředitelství dálnic v Praze 2 – na Vinohradské třídě (realizace 1968–1974), a administrativně-provozní budova Ministerstva dopravy v Praze na Žižkově, v Olšanské ulici (realizace 1968–1974).
Patrně nejznámějším projektem je Otrubova Vřídelní kolonáda v Karlových Varech z roku 1961, která ovšem byla součástí širšího konceptu na architektonicko-urbanistické řešení městského lázeňského centra, jež jako celek realizováno už nebylo.
Na pražské Fakultě architektury a pozemního stavitelství ČVUT vedl letech 1945–1960 semináře z typologie, a přednášel o základních architektonických prvcích a o metodice oboru. Ing. arch. Jiří Siegl, jeden z jeho studentů, se vyjádřil slovy: „Dr. Jaroslav Otruba nám imponoval svou noblesou. Měli jsme radost z toho, jak si úspěšně vedl i v mezinárodních architektonických soutěžích, a velice jsme si vážili jeho názoru, kterým komentoval studentské práce. Byl profesionál každým coulem, a když něco řekl, bylo o čem přemýšlet…“ (Bydlení, 16. 12. 2012).

### Soutěže
Již v roce 1940, ještě s nedokončeným vysokoškolským vzděláním, předložil jako spoluautor soutěžní návrh na úpravu Karlova náměstí v Praze. Po osvobození se zúčastnil mnoha soutěží, a to nejen tuzemských, v nichž získal řadu ocenění, např. v soutěži na Státní divadlo a operu v Brně z roku 1956 (III. cena ve veřejné části a II. cena ve vyzvané užší části soutěže), v roce 1960 soutěž na architektonicko-urbanistické řešení lázeňského centra Karlových Varů (I. cena v užší části soutěže), v roce 1966 soutěž na architektonicko-urbanistické řešení areálu Františkových Lázní (I. cena), nebo ve spolupráci s Janem Šrámkem soutěž na odbavovací halu Hlavního nádraží v Praze v roce 1970 (I. cena).
Zúčastňoval se i zahraničních soutěží. Získal páté umístění v mezinárodní soutěži na architektonicko-urbanistické řešení Náměstí národů v Ženevě v roce 1957, v roce 1958 se zúčastnil mezinárodní soutěže na výstavbu radnice v kanadském Torontu, na památník padlým v Osvětimi; v roce 1962 následovala mezinárodní vyzvaná soutěž na řešení hlavního nádraží v Sofii (ve spolupráci s arch. Jindřichem Krisem), a v roce 1965 mezinárodní soutěž na EUROKURSAL SAN SEBASTIAN ve Španělsku.
Za vytvoření základní koncepce architektonického řešení stanic metra trasy „C“, otevřené veřejnosti v roce 1978, byla Otrubovi udělena Cena hlavního města Prahy.
V roce 1976 byl přihlášen Otrubův design na obložení staničních tunelů metra trasy „A“ pomocí barevných hliníkových desek jako autorský návrh. Vynález byl schválen, autorské osvědčení vydáno posléze, 1. 12. 1982, pod číslem 189280.

### Malíř
Otrubovy obrazy zahrnují několik námětových okruhů, jejichž společným jmenovatelem je město a jeho proměny.
Zpočátku Otruba maloval olejovými barvami, ale brzy si oblíbil techniku malby novodobými syntetickými akrylovými barvami na papíře. Svoje obrazy nikdy nechtěl vystavovat ani prodávat, jsou uchovávány v soukromých sbírkách jeho přátel v Evropě, USA a Austrálii. Jediná výstava jeho děl se uskutečnila v hale Obvodního ústavu národního zdraví v Mostě roku 1983, pod názvem „Město v obrazech Jaroslava Otruby“ a v roce 2009 prodala vdova po architektovi jeden jeho obraz pražské Galerii Kodl.